# Всемирное белое братство
- Не путать с Великим белым братством
- Не путать с Белым братством

Всемирное белое братство (Болгарское Белое братство) - синкретическое оккультно-религиозное учение, в основе которого лежат различные аспекты эзотерического христианства, индуизма и йоги. Основано в Болгарии в 1900 году Петром Дыновым. Популяризатором течения считается Микаэль Айванхов (по рождению Михаил Иванов — «Айванхов» — английское прочтение фамилии «Ivanhov»). В 1937 году основатель этой эзотерической школы Петр Дынов направил своего ученика Иванова во Францию с миссией распространения учения Белого Братства. Микаэль Айванхов основал в Париже в 1947 году французское отделение организации «Всемирное белое братство», получившее наименование «Изгрев» (болг. «восход»). В 1953 году на юге Франции, на Ривьере, была создана специальная школа «Бонфан».
На основе лекций Микаэля Айванхова издано много книг. Это 32 тома его полного собрания сочинений, около 40 томов серии «Извор», брошюры, аудио- и видеозаписи бесед и лекций. Большинство из них переведены на русский язык и эсперанто.
В период социализма в Болгарии деятельность братства была приостановлена. Ныне Всемирное Белое Братство действует и в Болгарии, и в других странах мира. Поддерживает сестринские отношения с Оомото-кё и Бахаи.
В религиозную практику Всемирного Белого Братства входит ежегодное паломничество в горы Рила (Болгария), где 19 августа празднуется божественное начало года, которое верующие отмечают эвритмическими танцами босиком, в белых одеждах. (Reuters)